# Divertimento (musique)
Pour les articles homonymes, voir Divertimento.

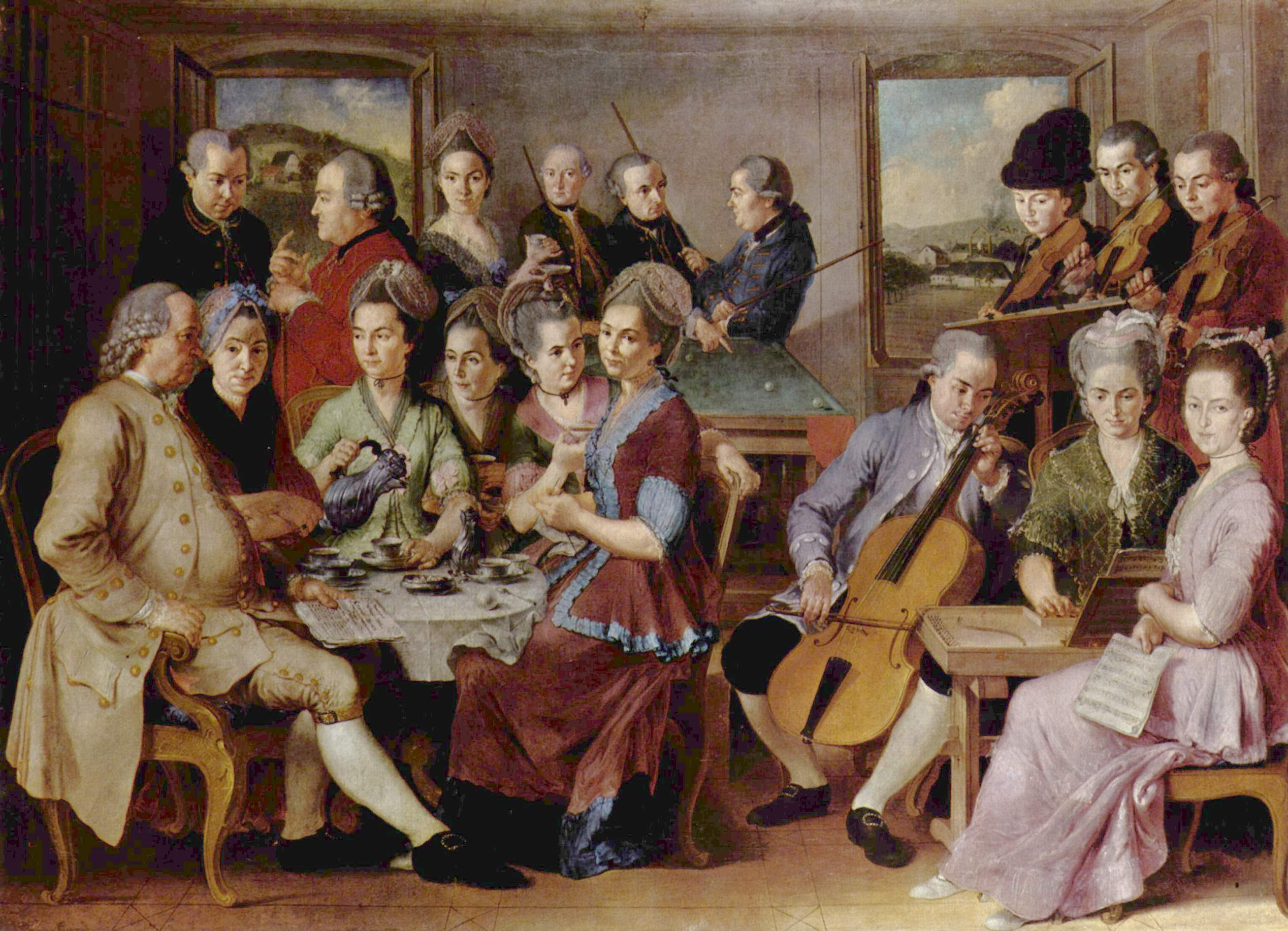
Le divertimento au XVIIIe siècle est composé pour de petits groupes instrumentaux.

Le divertimento (mot italien ; pluriel divertimenti ou divertimentos) ou divertissement est un genre musical en vogue au milieu du XVIIIe siècle. Le style du divertimento est le plus souvent léger et allègre et, en général, composé pour un ensemble réduit (un seul instrument par partie), mais de grande variété instrumentale.

## Histoire
La première apparition du terme « divertimento », à Venise en 1681, est due à Carlo Grossi (Il divertimento de' grandi musiche da camera, ò per servizio di tavola) — et l'indication que le divertimento est fait pour accompagner un service à table s'applique aussi aux époques ultérieures, car la musique légère fut souvent jouée à l'occasion de banquets et autres événements sociaux. Francesco Durante publie vers 1730, un recueil, Sonate per cembalo divise in studi e divertimenti, séparant ainsi les œuvres « sérieuses » et « légères ». Dans la tradition autrichienne issue de Wagenseil (6 divertimentos pour clavecin, op. 1 de 1753), Joseph Haydn décrit lui-même une grande partie de ses sonates pour clavier en tant que divertimenti, mais les qualifie de sonates, passé le début des années 1770, pour des œuvres plus ambitieuses ou destinées à l'édition. Il en est de même de ses quatuors jusqu'à l'opus 20 (1772).

## XVIIIesiècle
Comme genre distinct, le divertimento ne semble pas avoir une forme spécifique, bien que la plupart des divertimentos de la seconde moitié du XVIIIe siècle s'orientent soit vers une forme de suite de danses (dérivé du divertimento théâtral, type ballet), ou prennent la forme d'autres genres de musique de chambre de l'époque (comme continuation du divertimento théâtral simplement instrumental). En Allemagne et en Autriche notamment, de nombreux autres termes synonymes décrivent des musiques semblables au divertimento, dont sérénade, cassation, notturno, Nachtmusik,, mais divertimento est le terme le plus général, susceptible d'englober les autres.
À partir de 1780, divertimento est le terme le plus souvent employé pour désigner ce genre de musique légère, d'après-dîner, et souvent d'extérieur, plus destiné à être « entendu » qu'« écouté ». Le divertimento comporte couramment cinq mouvements (allegro de forme sonate encadrant deux menuets et un mouvement central lent) ; mais peut n'en comporter qu'un seul ou jusqu'à neuf, voire treize, dans un cas au moins[Lequel ?]. Les divertimentos pour vents (souvent deux hautbois, cor, deux bassons), ne comportent que quatre mouvements chez Haydn. Cette disposition des mouvements joue un rôle important dans la genèse du quatuor à cordes.

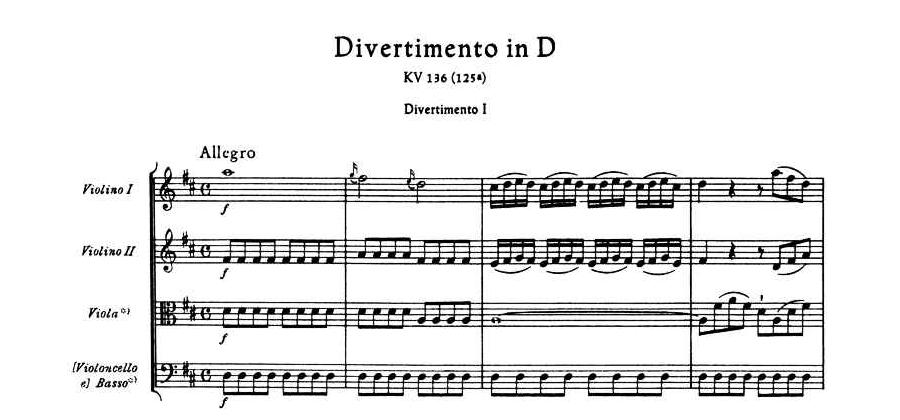
Mozart : Divertimento no 1 (K.136 no 1).

Mozart a composé différents types de divertimentos, prenant même quelquefois la forme de petites symphonies, par exemple les « Symphonies » de Salzbourg KV 136-137-138. D'autres compositeurs, notamment Leopold Mozart, Carl Stamitz, Jommelli, Boccherini (opus 16), Michael et Joseph Haydn, ont également composé des divertimentos.

## XXesiècle
À part un Divertimento pour guitare et piano de Weber, un Divertissement à la hongroise D 818 de Schubert pour piano à quatre mains, ou encore Une noce villageoise, divertissement "rural" d'Henri Kling pour harmonie ou fanfare, le genre s'est éteint avec le XIXe siècle, survivant plus largement, notamment dans le pot pourri ou variations sur des motifs célèbres. Mais le terme reparaît au XXe siècle, sous une forme plus condensée et brillante, dans un esprit moins léger qu'à l'époque classique, mais où domine l'esprit de jeu. Il faut citer notamment des œuvres de Ferruccio Busoni, Saint-Preux, Alan Rawsthorne, Lennox Berkeley, Michael Tippett et Igor Stravinsky (dans son ballet Le Baiser de la fée). Le Divertimento pour cordes (1939), de Béla Bartók, est une œuvre bien connue. En France, citons le Divertissement, op. 6 de Roussel.